# Polyscias corticata
Polyscias corticata är en araliaväxtart som beskrevs av Gibbs. Polyscias corticata ingår i släktet Polyscias och familjen Araliaceae. Inga underarter finns listade.